# Fotovoltaická elektrárna Veselí nad Moravou
Fotovoltaická elektrárna Veselí nad Moravou je zpravidla označení pro jednu až tři elektrárny, které v průmyslové části města připravuje železářská skupina Z-Group Zdeňka Zemka. Opakovaně média psala o solárním parku s výkonem 5,5 MW, v dubnu 2009 se Zemek zmínil o chystané trojici slunečních elektráren o celkovém výkonu 10 MW, ČT24 a Lidové novny v srpnu a září 2009 uváděly výkon 17 MW, Siemens začátkem roku 2010 uzavřel dodávku na elektrárny o výkonu 11,73 MW. V březnu 2009 bylo spuštění první části plánováno na rok 2010, v dubnu 2009 skupina uváděla, že první část se již staví a bude hotova během několika měsíců, v září 2010 se o elektrárně opět psalo jako o právě budované. Městský úřad udělil společnosti D.Z.SUN s. r. o. stavební povolení na solární elektrárnu 5,8 MW v sousedství železáren. Společnost Solar System Projects uvádí jakousi elektrárnu ve Veselí nad Moravou o výkonu 5,5 MW. Firma DEG Czech Republic a. s. na svých stránkách zmiňuje jakousi FVE Veselí nad Moravou o výkonu 17 MW, na jejíž montáži se měla podílet její dceřiná společnost SEV energy s. r. o.

## FVE skupiny Z-Group
Železářský holding Z-Group Zdeňka Zemka v dubnu 2009 plánoval celkem vybudovat solární elektrárny o výkonu 50 MW, jako první ve Veselí a další v železárnách Hrádek u Rokycan a Chomutov, pro tyto projekty hledal strategické partnery.
Podle zprávy ze 4. března 2009 měl veselský solární park skupiny Z-Group mít celkový výkon 5,5 MW, a celkovou rozlohu 70 hektarů a měl by být spuštěn v roce 2010. Ve středu 21. dubna 2009 Zdeněk Zemek oznámil, že skupina začne investovat do solárních elektráren, přičemž jako první měly být během následujících měsíců spuštěny elektrárny v prostoru železáren ve Veselí nad Moravou. Solární park ve Veselí nad Moravou měl být tvořen třemi elektrárnami o celkovém instalovaném výkonu 10 MW. První z nich už se v té době stavěla a měla být zprovozněna do několika měsíců. Mluvčí skupiny Z-group se v té době domníval, že by tento komplex měl být největší českou solární elektrárnou. Z-group si sama ve svých železárnách vyrábí pozinkované nosné konstrukce. Montáž i servis mechanických i elektrických částí mají provádět pracovníci Z-group, konkrétně dceřiné společnosti Hesco Zlín. Dne 17. července 2009 média opět zmínila, že se Z-Group chystá ve Veselí nad Moravou vystavět solární park o celkovém výkonu 5,5 MW.
ČT24 v srpnu 2009 uvedla, že skupina Z-Group buduje ve Veselí nad Moravou solární elektrárnu o výkonu 17 MW. Tentýž údaj zopakovaly Lidové noviny v přehledu 11. září 2010.
Společnost Siemens začátkem roku 2010 uvedla, že v tomto roce uzavřela smlouvy o dílo na dodávku a montáž fotovoltaické elektrárny Veselí nad Moravou 6 MW a 5,73 MW – v témž odstavci jsou i zmínky o dodávkách pro Chomutov a Hrádek u Rokycan, což by nasvědčovalo tomu, že jde o projekty skupiny Z-Group.

### Konečný stav
Společnosti spojené s holdingem Z-Group nakonec ve Veselí nad Moravou zprovoznily následující elektrárny:
| Název                               | Instalovaný výkon (MW) | Spuštění | Provozovatel         |
| ----------------------------------- | ---------------------- | -------- | -------------------- |
| FVE Veselí nad Moravou Michalka-Sun | 5,73                   | 12/2010  | Michalka – Sun s.r.o |
| FVE Veselí nad Moravou Aneta-Sun    | 4,71                   | 12/2010  | Aneta – Sun s.r.o    |
| FVE Veselí nad Moravou              | 3,58                   | 12/2010  | D.Z.SUN s.r.o.       |
| celkem                              | 14,02                  |          |                      |

## Jiné zmínky
Na internetu a v jiných médiích jsou též další zmínky o FVE ve Veselí nad Moravou, přičemž není zřejmé, ve kterých případech jde o tentýž projekt a kde jde o jiné projekty.
Firma DEG Czech Republic a. s. na svých stránkách zmiňuje jakousi FVE Veselí nad Moravou o výkonu 17 MW, kde se její dceřiná společnost SEV energy s. r. o. měla podílet na montáži podpůrných konstrukcí pro solární panely.
Společnost Solar System Projects uvádí jakousi elektrárnu ve Veselí nad Moravou o výkonu 5,5 MWp, navrženou do 5 bloků, A – E.
Společnost D.Z.SUN s. r. o. podala 1. července 2009 žádost o umístění stavby a stavební povolení na stavbu „Fotovoltaická elektrárna 5,8 MWp“, na vyjmenovaných 84 pozemcích klasifikovaných jako „orná půda“ v katastrálním území Veselí-Předměstí, v průmyslové oblasti v sousedství areálu železáren. Elektrárna byla navržena ve třech blocích, B1 (2,5244 ha), B2 (7,6950 ha) a D1 (3,2079 ha), celkem 13,4273 ha. 30. srpna 2010 oznámil městský úřad veřejnou vyhláškou ohledně výstavby FVE 5,8 MWp Veselí nad Moravou, Železárny, na vyjmenovaných 88 pozemcích v katastrálním území Veselí-Předměstí, pro niž bylo vydáno územní rozhodnutí a stavební povolení 23. listopadu 2009, že na základě žádosti stavebníka ŽV-SUN, s. r. o., z 21. července 2010, zdůvodněné potřebou zabezpečení finančních zdrojů, prodlužuje lhůtu pro dokončení výstavby do 30. dubna 2011. Původní termín dokončení v rozhodnutí není zmíněn.
Společnost Good Face jednala od léta 2009 o možnosti postavit FVE o rozloze 12 ha v části Milokošť.